# Mussaenda ornata
Mussaenda ornata är en måreväxtart som beskrevs av Spencer Le Marchant Moore. Mussaenda ornata ingår i släktet Mussaenda och familjen måreväxter. Inga underarter finns listade i Catalogue of Life.